# Вилијам Џ. Бренан
Вилијам Џозеф Бренан, млађи (енгл. William Joseph Brennan, Jr., Њуарк, САД, 25. април 1906 — Вашингтон, САД, 24. јул 1997) је био амерички правник и придружени судија Врховног суда САД од 1956. до 1990. године. Током мандата у Врховном суду био је познат као вођа либералног крила суда.
Противио се смртној казни а подржавао је право на абортус. Написао је неколико значајних већинских мишљења, између осталих у предметима Бејкер против Кара, који је успоставио принцип „једна особа, један глас“ и Њујорк тајмс против Саливена, где је успостављен принцип да мора постојати „стварна злоба“ у извештавању медија о „јавним личностима“ да би се могла поднети тужба због клевете. Због своје способности да обликује широк спектар мишљења, и да преговара и придобија гласове других судија сматран је једним од најутицајнијих судија Врховног суда. Конзервативни судија Антонин Скалија назвао је Бренана „вероватно најутицајнијим судијом ХХ века“.